# برایان دیگو فوئنتس
برایان دیگو فوئنتس (انگلیسی: Brian Diego Fuentes؛ زادهٔ ۴ مارس ۱۹۷۶) بازیکن فوتبال اهل آرژانتین است.
از باشگاه‌هایی که در آن بازی کرده‌است می‌توان به باشگاه فوتبال دپورتیوو مورون، باشگاه فوتبال کروز آزول، باشگاه فوتبال بانفیلد، باشگاه فوتبال اونیائو، باشگاه فوتبال آرسنال ساراندی، باشگاه فوتبال سلانگور، و باشگاه فوتبال فوجا اشاره کرد.